# موردورف (وسترمور)
موردورف (به آلمانی: Moordorf) یک منطقهٔ مسکونی در آلمان است که در وشترموور واقع شده‌است. موردورف ۲۴ نفر جمعیت دارد.